# La ballerina del Bolshoi
La ballerina del Bolshoi (in russo Большой?, Bol'šoj) è un film del 2017 diretto da Valerij Todorovskij.

## Trama
Il film racconta la vicenda della giovane talentuosa ballerina Julija. Notata dall'ex ballerino Potockij, che le ha predetto un grande futuro, tra mille difficoltà persegue ostinatamente il suo obiettivo.